# أنطونيو بيترانجيلي
أنطونيو بيترانجيلي (بالإيطالية: Antonio Pietrangeli)‏ هو كاتب سيناريو ومخرج وممثل إيطالي، ولد في 19 يناير 1919 بروما في إيطاليا، وتوفي في 12 يوليو 1968 في إيطاليا بسبب غرق. بدأ مشواره المهني سنة 1943.

## أعمال

### أفلام
- (1948) لا تيرا تريما

## وصلات خارجية
- أنطونيو بيترانجيلي على موقع IMDb (الإنجليزية)
- أنطونيو بيترانجيلي على موقع ألو سيني (الفرنسية)
- أنطونيو بيترانجيلي على موقع تيرنر كلاسيك موفيز (الإنجليزية)
- أنطونيو بيترانجيلي على موقع أول موفي (الإنجليزية)
- أنطونيو بيترانجيلي على موقع قاعدة بيانات الأفلام السويدية (السويدية)
- أنطونيو بيترانجيلي على موقع قاعدة بيانات الفيلم (الإنجليزية)
- أنطونيو بيترانجيلي على موقع كينوبويسك (الروسية)